# Bitwa pod Kōshū-Katsunumą
Bitwa pod Kōshū-Katsunumą (jap. 甲州勝沼の戦い Kōshū-Katsunuma no tatakai) – starcie zbrojne pomiędzy stronnikami cesarskimi a siłami siogunatu podczas wojny boshin.

## Wstęp
Po pokonaniu sił siogunatu pod Toba-Fushimi wojska cesarskie (składające się z armii Chōshū, Satsumy i Tosy) rozdzieliły się na trzy kolumny, które ruszyły na północny wschód trzema głównymi drogami – Tōkaidō, Nakasendō oraz Hokurikudō – w kierunku Edo, stolicy Tokugawów.
W międzyczasie przywódca Shinsengumi, Isami Kondō, wycofał się do Edo po przegranej pod Toba-Fushimi. Tam spotkał się z dowódcą sił siogunatu Kaishū Katsu. Kondō utworzywszy nowy oddział, nazwany Kōyō-chinbutai, bazujący na pozostałych przy życiu członkach Shinsengumi, opuścił Edo 1 marca.

## Bitwa
Armia cesarska z trudem zajęła warownię Kōfu. Następnie 29 marca wydała bitwę siłom sioguna pod Katsunumą (obecnie część Kōshū). Przewaga 10:1 nacierającego wroga, szybko rozstrzygnęła walkę, uszczuplając siły siogunatu o 179 żołnierzy. Pozostali, w tym Kondō, próbowali uciec do Aizu poprzez prowincję Sagami, nadal kontrolowaną przez lojalistów (hatamoto) Tokugawy.

## Konsekwencje

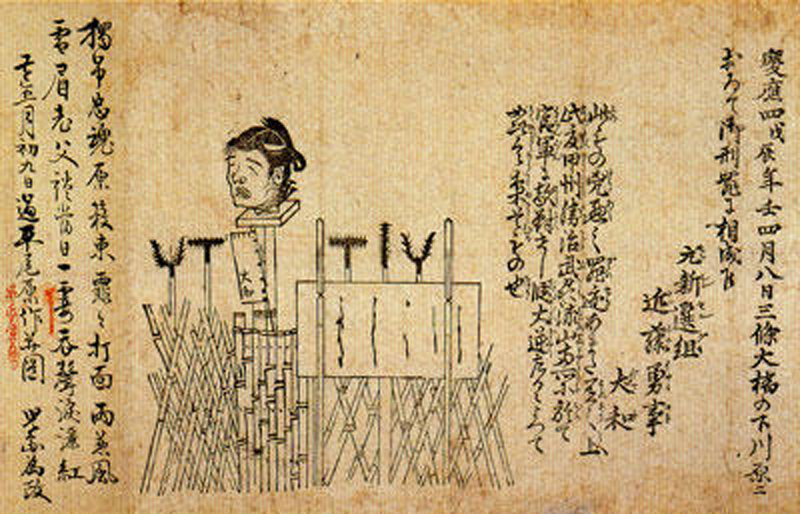
dekapitacja Isamiego Kondō po bitwie. Gazeta z 1868 roku.

Kondō uniknął bitwy, lecz został pochwycony w Nagareyamie. Niewiele później został zdekapitowany przez nowe władze w tokijskiej dzielnicy Itabashi. Bitwa pod Kōshū-Katsunumą była ostatnią znaczącą akcją militarną na centralnym Honsiu podczas wojny Boshin, zaś porażka Kondō jeszcze bardziej posunęła demoralizację popleczników Tokugawy, co przyczyniło się do poddania zamku Edo bez rozlewu krwi w tym samym jeszcze roku.